# گنخک شیخی
گنخک شیخی، روستایی است از توابع بخش کاکی در شهرستان دشتی استان بوشهر ایران.این روستا مرکز پرورش بزرگانی نظیر آیت‌الله میرزا احمد دشتی نجفی، آیت‌الله میرزا ابراهیم دشتی (منهاج)، آیت‌الله سید مصطفی حسینی دشتی می باشد.

## جمعیت
این روستا در دهستان کاکی قرار داشته و براساس سرشماری سال ۱۳۸۵ جمعیت آن ۵۶۱ نفر (۱۱۴ خانوار) بوده‌است.